# Petrus Erici Roslagius
Petrus Erici Roslagius, även Peter Roslagiender, född okänt år, död 1644, var en svensk hovpredikant och kyrkoherde.

## Biografi
Efter studier i Uppsala och utomlands blev Petrus Erici Roslagius kunglig hovpredikant 1609 eller 1610 och år 1611 blev han pastor i Klara församling i Stockholm.  År 1613 blev han kyrkoherde i Klara församling och år 1622 blev han kyrkoherde även i Bromma församling i Stockholms stift, väster om Stockholm. Bromma församling fungerade då som prebende till Klara församling. Bromma lades som annex under Klara, detta för att Roslagius skulle få betsmark till sin boskap. Prebende innebar att gårdarna inom pastoratet betalade ett tionde som var avsett att bekosta kyrkoherdetjänsten. Det var ett slags lönetillägg. Klara församling bildades 1587 genom en utbrytning ur Storkyrkoförsamlingen under namnet Norrmalms församling som namnändrades till det nuvarande 25 november 1643 samtidigt som Sankt Jakobs församling bröts ut.
I slutet av 1630-talet var översättaren och lexikografen Ericus Johannis Schroderus informator hos Petrus Erici Roslagius. Under en björnjakt omkring år 1600 bevistade kung Karl IX en gudstjänst i Morkarla kyrka. Kungen blev så intagen av Roslagius förkunnelse att han föranstaltade om ett betydligt stipendium för att den unge prästen Petrus Eriksson, senare Petrus Erici Roslagius, skulle kunna studera vidare.

### Familj
Roslagius gifte sig görsta gången före 1 juli 1617 med en kvinn, dotter till Karin i Traneby. De fick tillsammans baranen ingenjören Peder Clarman i Krigskollegium och Isak Clarman.
Han gifte sig andra gången 1642 med Justina Johansdotter (död 1666). Hon var änka efter kyrkoherden Erik Leuchovius i Veckholms församling.